# Trifolium leucanthum
Trifolium leucanthum é uma espécie herbácea, terófita, de planta com flor pertencente à família Fabaceae. Ocorre em terrenos incultos, florescendo entre o meses de Abril e Julho.
A autoridade científica da espécie é M.Bieb., tendo sido publicada em Flora Taurico-Caucasica 2: 214. 1808.
Ocorre no Norte de África, na Ásia ocidental e na Europa.
O seu nome comum é trevo.

## Descrição
Trata-se de uma planta anual que pode atingir os 20 cm de altura, de caule escamoso quase erecto. As estípulas têm um formato linear-lanceolado. As folhas mais basais têm forma diferentes das que ocorrem mais acima no caule. As inflorescências podem atingir os 12 mm, ocorrendo em estipes compridas. A corola é de cor branca ou então de cor de rosa pálido. O fruto é uma vagem com uma semente de cor amarela e em forma de ovo.

## Portugal
Trata-se de uma espécie presente no território português, nomeadamente em Portugal Continental.
Em termos de naturalidade é nativa da região atrás indicada.

## Protecção
Não se encontra protegida por legislação portuguesa ou da Comunidade Europeia.

## Sinónimos
Segundo a base de dados The Plant List, tem os seguintes sinónimos:
- Trifolium sachokianum Grossh.